# Dimitri Buchowetzki
Dimitri Buchowetzki (1885 – 1932) fue un director, guionista y actor ruso, con una carrera que desarrolló en Alemania, Suecia, Estados Unidos, el Reino Unido y Francia.
Su verdadero nombre era Dmitri Savélievich Bujovetski, y nació en Rusia (en aquella época Imperio ruso). 
Buchowetzki inició el rodaje para Metro-Goldwyn-Mayer de la película Love (1927), con Greta Garbo y Ricardo Cortez. Sin embargo, el productor Irving Thalberg estaba descontento con el inicio de la filmación, y reemplazó a Buchowetzki con Edmund Goulding, al cinematógrafo Merritt B. Gerstad con William H. Daniels, y a Cortez con John Gilbert.
Dimitri Buchowetzki falleció en Los Ángeles, California, en 1932.

## Selección de su filmografía
Director
- Danton (Alemania, 1921), con Emil Jannings, Werner Krauss y Conrad Veidt[4]
- Sappho (Alemania, 1921), con Pola Negri
- Die Brüder Karamasoff (Alemania, 1921) codirector; con Emil Jannings
- Peter der Große (Alemania, 1922), con Emil Jannings
- Othello (Alemania, 1922), con Emil Jannings y Werner Krauss
- Karusellen (Suecia, 1923)[5]
- Men (1924), con Pola Negri
- Lily of the Dust (1924), con Pola Negri
- The Swan (1925), con Frances Howard
- Graustark, con Norma Talmadge[6]
- Valencia (1926), con Mae Murray
- The Midnight Sun (1926), con Laura La Plante
- The Crown of Lies (1926), with Pola Negri
- Manslaughter (1931), versión en lengua francesa de Manslaughter (1930)
- The Virtuous Sin (1931), versión en alemán de The Virtuous Sin (1930)
- La carta / La carta trágica (The Letter, 1931), versión en alemán de The Letter (1929)
- Stamboul (Reino Unido, 1931)
- De Sensatie van de Toekomst (1931), codirector de la versión holandesa del film de Paramount Television
- Magie moderne (1931), codirector con Charles de Rochefort de la versión francesa de Television